# Software (album)
Pour les articles homonymes, voir Software.
Albums de Grace Slick
Welcome to the Wrecking Ball!
(1981) The Best of Grace Slick
(1999)
Singles
1. All the Machines
Sortie : 9 janvier 1984
2. Through the Window
Sortie : 11 juin 1984

Software est le quatrième album studio de Grace Slick, sorti le 30 janvier 1984.
L'album a été enregistré alors que Slick faisait partie du groupe Jefferson Starship.

## Liste des titres
| 1. | Call It Right Call It Wrong | Grace Slick, Peter Wolf | 3:47 |
| 2. | Me and Me                   | G. Slick, P. Wolf       | 3:52 |
| 3. | All the Machines            | G. Slick, P. Wolf       | 4:47 |
| 4. | Fox Face                    | G. Slick, P. Wolf       | 4:54 |

| 1. | Through the Window | Peter Beckett     | 3:32 |
| 2. | It Just Won't Stop | G. Slick, P. Wolf | 4:05 |
| 3. | Habits             | G. Slick, P. Wolf | 3:50 |
| 4. | Rearrange My Face  | G. Slick, P. Wolf | 3:25 |
| 5. | Bikini Atoll       | G. Slick          | 4:52 |

## Personnel
- Grace Slick – chant, chœurs
- Peter Wolf – claviers, programmation du LinnDrum, synthé basse
- Peter Maunu – guitare sur tout sauf sur "Rearrange My Face"
- Brian MacLeod – batterie Simmons
- Bret Bloomfield – basse sur "Me and Me"
- Michael Spiro – percussions sur "Me and Me", "Fox Face", "Rearrange My Face" sur "Bikini Atoll"
- Dale Strumpel – effets sonores sur "All the Machines" et "Bikini Atoll"
- Sean Hopper, Paul Kantner – chœurs sur "All the Machines" and "It Just Won't Stop"
- John Colla, Mickey Thomas – chœurs sur "Call It Right Call It Wrong", "Me and Me", "All the Machines", "Through the Window", "It Just Won't Stop" et "Rearrange My Face"
- Ron Nevison – chœurs sur "Me and Me"
- Ina Wolf – chœurs sur